# Yevgeniy Leshko
Yevgeniy Leshko (tiếng Belarus: Яўген Ляшко; tiếng Nga: Евгений Лешко; sinh 24 tháng 6 năm 1996) là một cầu thủ bóng đá Belarus hiện tại thi đấu cho Neman Grodno.